# Ерлстон (Пенсилванија)
Ерлстон (енгл. Earlston) насељено је место без административног статуса у америчкој савезној држави Пенсилванија.

## Демографија
По попису из 2010. године број становника је 1.122.
| Група             | 2000.    | 2010.         |
| Белци             | 0 (0,0%) | 1.112 (99,1%) |
| Афроамериканци    | 0 (0,0%) | 5 (0,4%)      |
| Азијати           | 0 (0,0%) | 1 (0,1%)      |
| Хиспаноамериканци | 0 (0,0%) | 3 (0,3%)      |
| Укупно            | 0        | 1.122         |